# 宝 (甲府市)
宝（たから）は山梨県甲府市の地名であり、現行行政町名は宝一丁目と宝二丁目。住居表示実施済み区域。郵便番号は400-0034。

## 概要

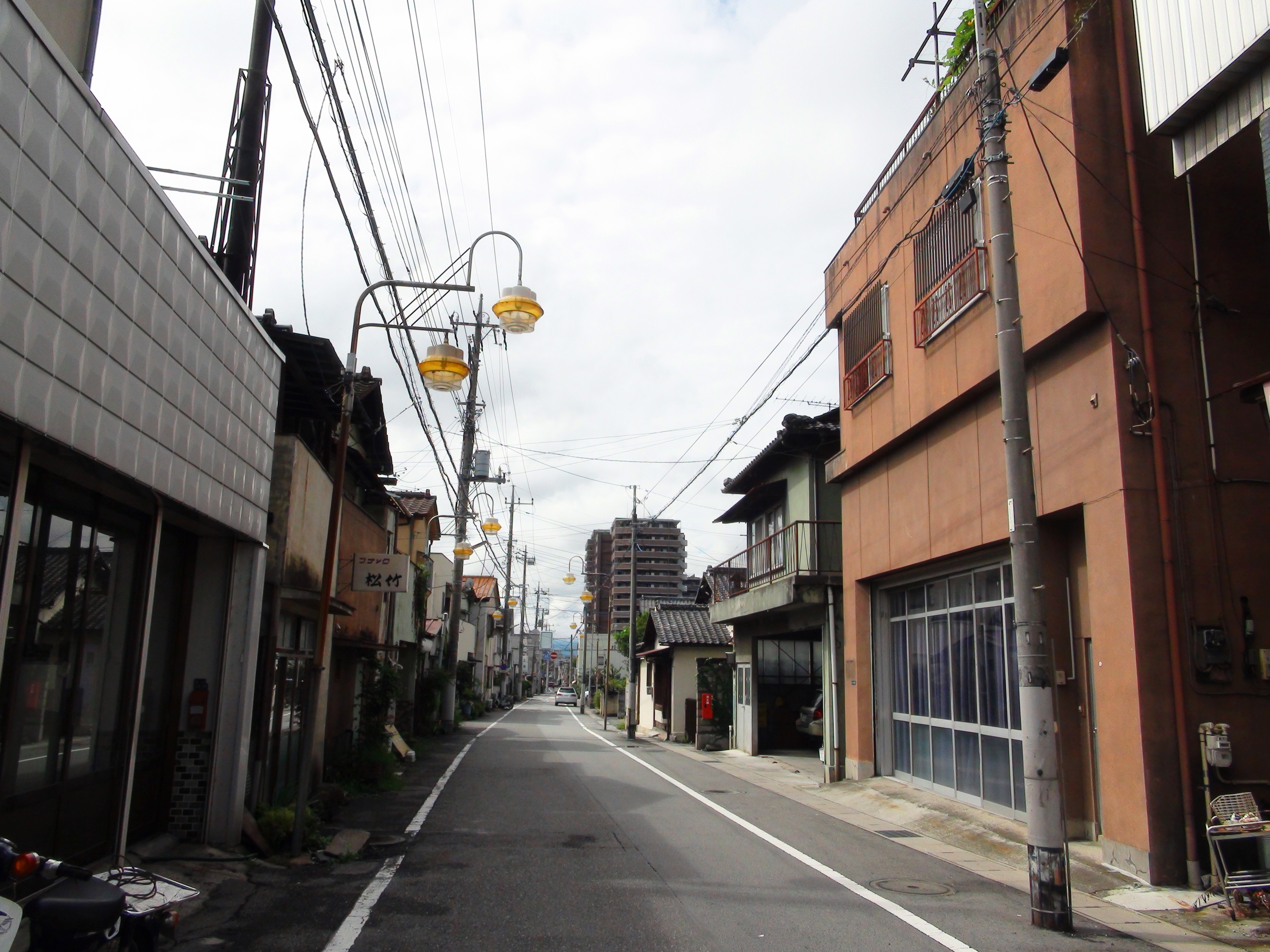
現在の宝地区（2011年8月撮影）

東隣を官公庁街および繁華街である丸の内、相川を隔てて西側を山梨県立大学がある飯田に挟まれた閑静な住宅地である。北側を中央本線、南側を美術館通りが東西に延びており、また甲府駅から徒歩10分から15分程度と交通アクセスは非常に良い。そのため近年では住宅だけでなく分譲マンションが多く建っている。
以前は穴切（あなぎり）と呼ばれていた地域で、穴切大神社が名前の由来とされている。明治時代末期までは「穴切田圃」と呼ばれる田園地帯であったが、1907年（明治40年）に天神町にあった遊廓が当地に移転し、穴切遊廓（穴切新地）として栄えるようになる。しかし1945年（昭和20年）7月の甲府空襲により穴切遊廓は全焼。戦後は赤線地帯として残ったが、1956年（昭和31年）に執行された売春防止法によって赤線は廃止された。風俗街は中央地区にある裏春日へ移り、現在は花街であった名残はほとんど見かけないが、古い建物には山梨県公安委員会のカフェ公認プレートが貼られていることが赤線地帯であった象徴である。
また、かつて地域内に甲府市立穴切小学校があり、1964年（昭和39年）の住居表示変更で穴切から宝になった後も学校名は変わらなかったが、2005年（平成17年）に近隣の甲府市立相生小学校と甲府市立春日小学校と合併し、丸の内地区に甲府市立舞鶴小学校が誕生したことから当地区から学校はなくなり、跡地は甲府市役所西庁舎となっている。

## 世帯数と人口
2018年（平成30年）8月31日現在の世帯数と人口は以下の通りである。
| 丁目    | 世帯数    | 人口    |
| ------- | --------- | ------- |
| 宝1丁目 | 557世帯   | 1,097人 |
| 宝2丁目 | 511世帯   | 998人   |
| 計      | 1,068世帯 | 2,095人 |

## 小・中学校の学区
市立小・中学校に通う場合、学区は以下の通りとなる。
| 丁目    | 番・番地等 | 小学校             | 中学校           |
| ------- | ---------- | ------------------ | ---------------- |
| 宝1丁目 | 全域       | 甲府市立舞鶴小学校 | 甲府市立西中学校 |
| 宝2丁目 | 全域       | 甲府市立舞鶴小学校 | 甲府市立西中学校 |

## 施設·建物
- 穴切大神社
- 甲府共立病院

## 出身有名人
- 萩原英雄（1913 -　2007） - 版画家。相生町出身。